# Domenico Gargiulo

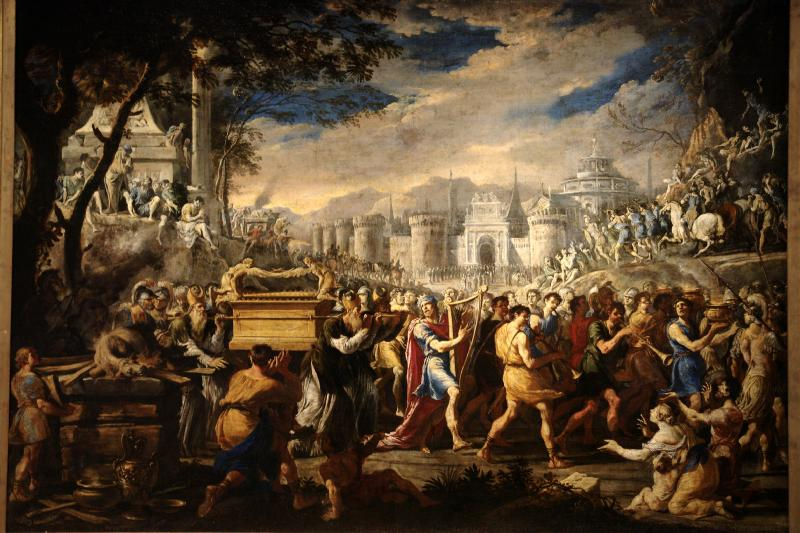
Domenico Gargiulo, David llevando el Arca de la Alianza a Jerusalén, Museo Pushkin, Moscú.

Domenico Gargiulo (Nápoles, 1609 - c. 1675), también conocido como Micco Spadaro por la profesión de su padre, que era fabricante de espadas, fue un pintor barroco italiano activo principalmente en su ciudad natal. Es conocido fundamentalmente por los paisajes y el modo de representar a las multitudes, tomado de  Jacques Callot.
Se formó en los talleres del pintor de batallas Aniello Falcone y fue contemporáneo de Andrea di Lione y Salvator Rosa. También trabajó con Viviano Codazzi. Sus primeras obras estuvieron influenciadas por Paul Bril y Filippo Napoletano. Entre sus alumnos estuvo Ignazio Oliva. Fue patrocinado por el coleccionista Gaspar Roomer. También trabajó en la Cartuja de San Martino, en Nápoles, donde pintó motivos religiosos en el Coro de los Conversos y en el Cuarto del prior. Pintó también escenas de temas contemporáneos como una representación de la insurrección de Masaniello, la Erupción del Vesubio o escenas de la Peste de 1656. 
En el Museo del Prado de Madrid se encuentran las obras, elaboradas en colaboración con Viviano Codazzi:
- Entrada triunfal de Vespasiano en Roma.
- Entrada triunfal de Constantino en Roma.
- Perspectiva de un anfiteatro romano.